# Kalanganyar (Karanggeneng)
Kalanganyar is een bestuurslaag in het regentschap Lamongan van de provincie Oost-Java, Indonesië. Kalanganyar telt 2325 inwoners (volkstelling 2010).